# Museum Petersberg

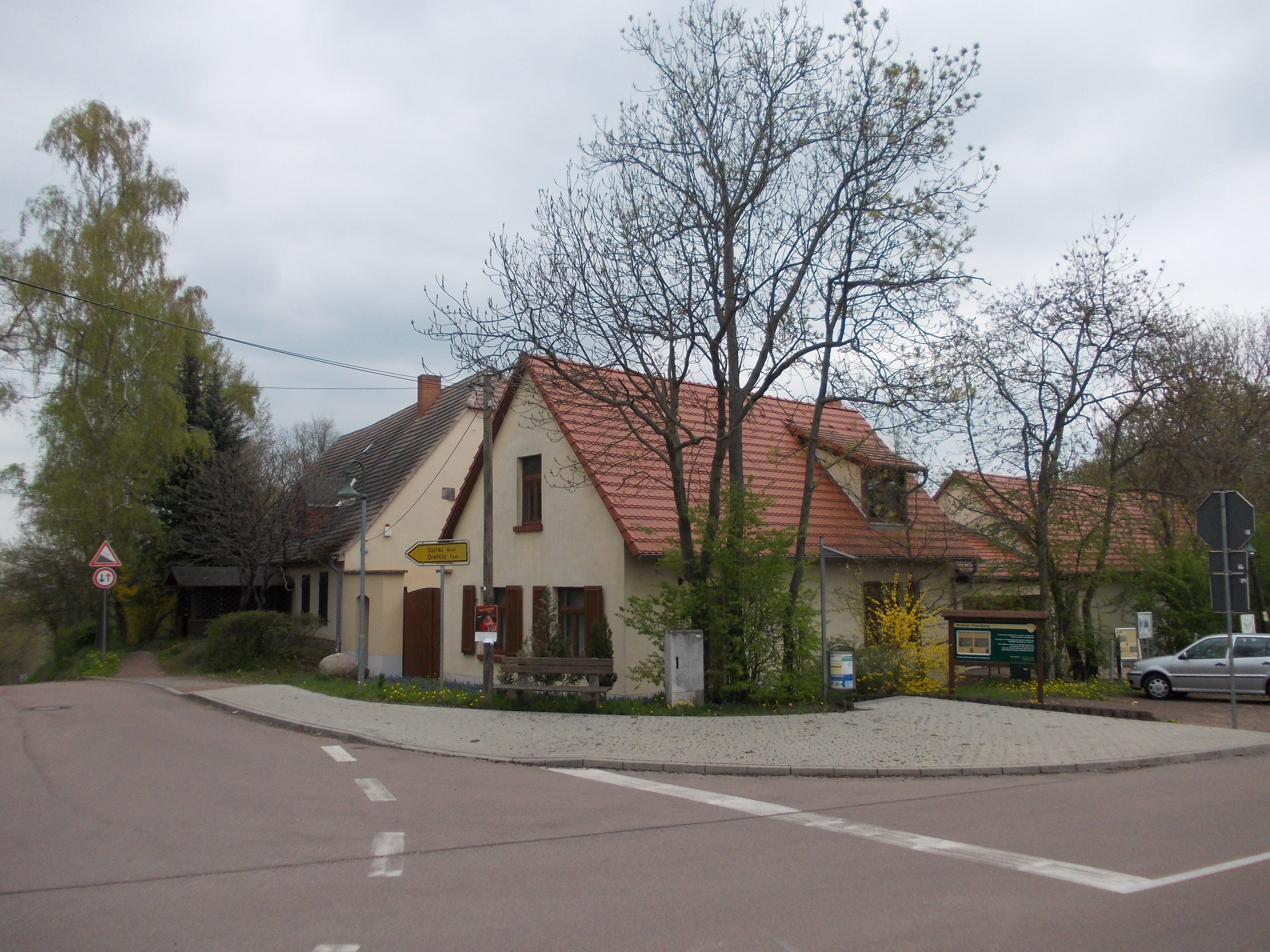
Gebäude des Museums Petersberg 2013

Das Museum Petersberg ist ein regionalgeschichtliches Museum in Petersberg (Saalekreis) in Sachsen-Anhalt. Es befindet sich in einem Vierseitenhof, der königlich-preußisches Forsthaus war. Die Gebäude wurden 1752 erbaut und sind heute weitestgehend rekonstruiert. Sie stehen unter Denkmalschutz.
Träger des Museums ist der Förderverein Erholungsgebiet Petersberg e.V., der auch einen Tierpark direkt am Petersberg betreibt.

## Ausstellungen
Das Museum Petersberg bietet seinen Besuchern verschiedene Dauerausstellungen sowie eine große Zahl von Sonderausstellungen und weiteren Veranstaltungen. Jährliche Höhepunkte bilden die Sonderausstellungen mit Handwerkermarkt zu Ostern und Weihnachten.

### Augustiner Chorherrenstift
Im Hauptgebäude ist eine Dauerausstellung über die Geschichte des ehemaligen Augustiner-Chorherrenstiftes auf dem Petersberg sowie dem Vorfahr und Begründer des sächsischen Königshauses Konrad von Wettin zu sehen.
Im Mittelpunkt steht das Modell der Stiftskirche und anderer Bauwerke, wie sie um 1200 auf dem Berg existiert haben. In zahlreichen Originalen und Nachbildungen von zeitgenössischen Urkunden, Siegeln, Hausrat, Kleidung usw. wird über den Aufstieg und Niedergang des ehemals so gewichtigen Stiftes berichtet.
Eine weitere ständige Ausstellung über das „Dörfliche Handwerk im 18., 19. und frühen 20. Jahrhundert“ zeigt, dass es im ehemaligen Saalkreis seit langem nicht nur Agrarproduktion gab.

### Kultur- und Sozialgeschichte der Region
In den früheren Wirtschaftsgebäuden widmet sich ein Ausstellungsbereich der Kultur- und Sozialgeschichte der Region im 19. Jahrhundert. Im Obergeschoss der Stallungen, welches früher als Stroh- und Heuboden genutzt wurde, wird die politische, wirtschaftliche und soziale Entwicklung im nördlichen Teil des Saalekreises während der Jahre 1945 bis 1990 gezeigt.
Besonders nennenswert ist die historisch wiederhergestellte Backstube, in der zu besonderen Anlässen Brot in einem traditionellen Holzbackofen gebacken wird.

### Kraus Fandor
Seit dem 24. September 2016 werden in der Dauerausstellung Die Blechspielwarenfabrik Josef Kraus & Co. in Nürnberg als Dauerleihgabe etwa 350 Exponate und die Geschichte der Blechspielzeugfirma Josef Kraus & Co („Kraus Fandor“) gezeigt, die einen Einblick in die Zeit- und Wirtschaftsgeschichte der 1920er, 1930er und 1940er Jahre vermittelt. Das Museum präsentiert den Großteil der Exponate in bedienbaren Vitrinen im Stil von frühen Industriemaschinen, die es ermöglichen, die Eisenbahnen nicht nur zu sehen, sondern auch zu bewegen, zu erleben und damit zu "spielen". Der Ausstellungsraum erinnert an eine Produktionshalle aus der damaligen Zeit.

## Galerie

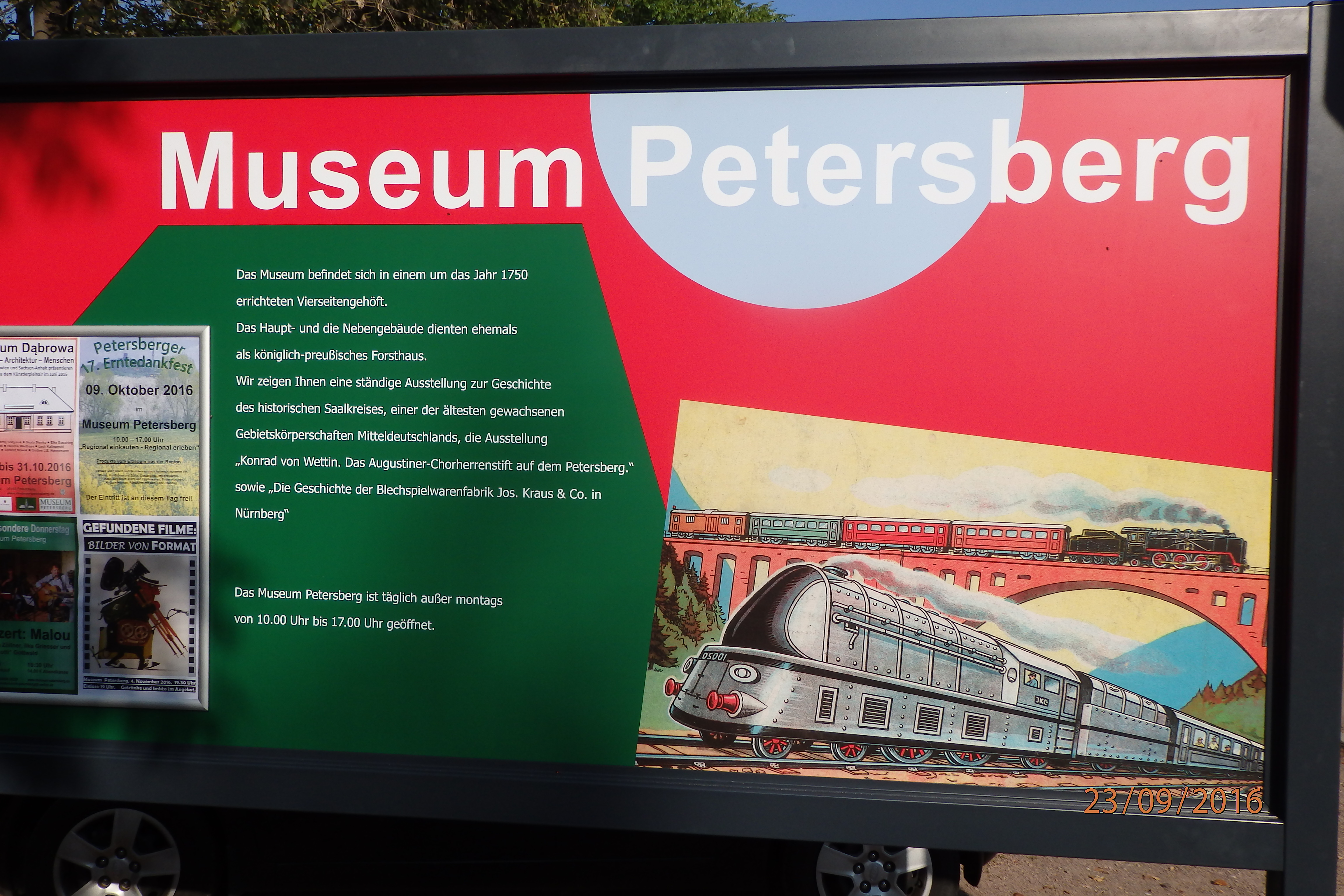
Informationstafel 2016
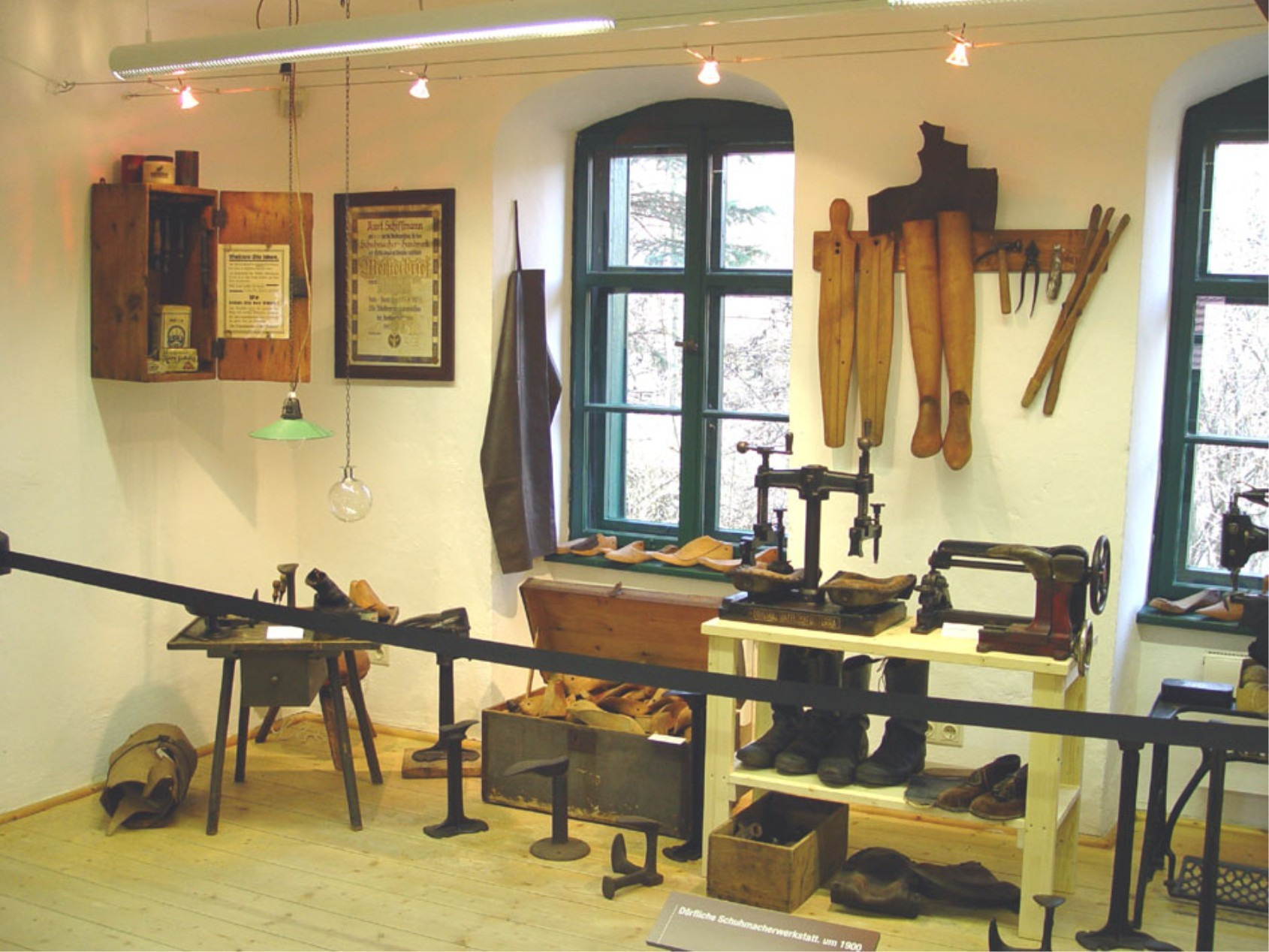
Blick in das Museum, historische Schusterwerkstatt
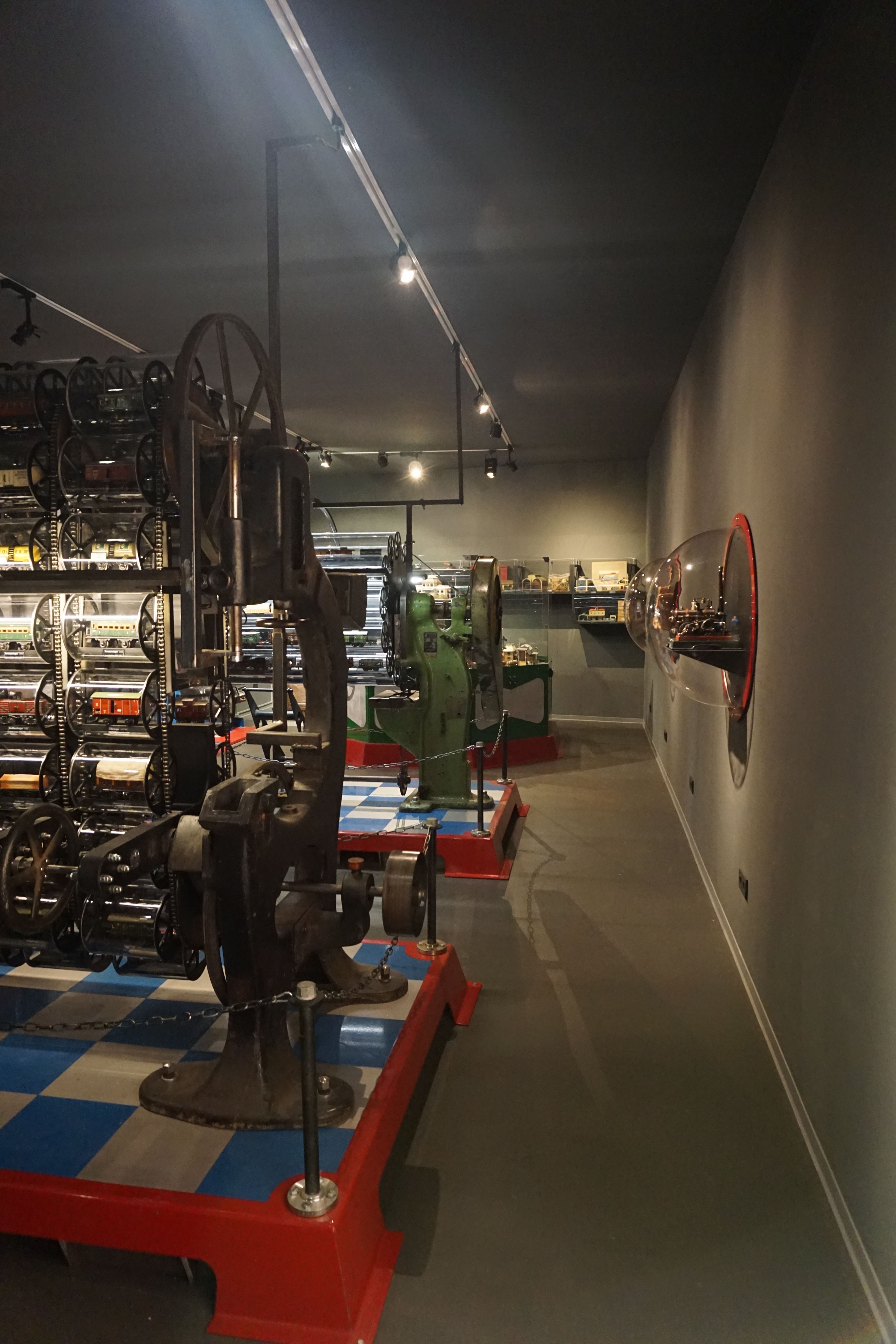
Blick in den Ausstellungsraum der Kraus Fandor Dauerausstellung
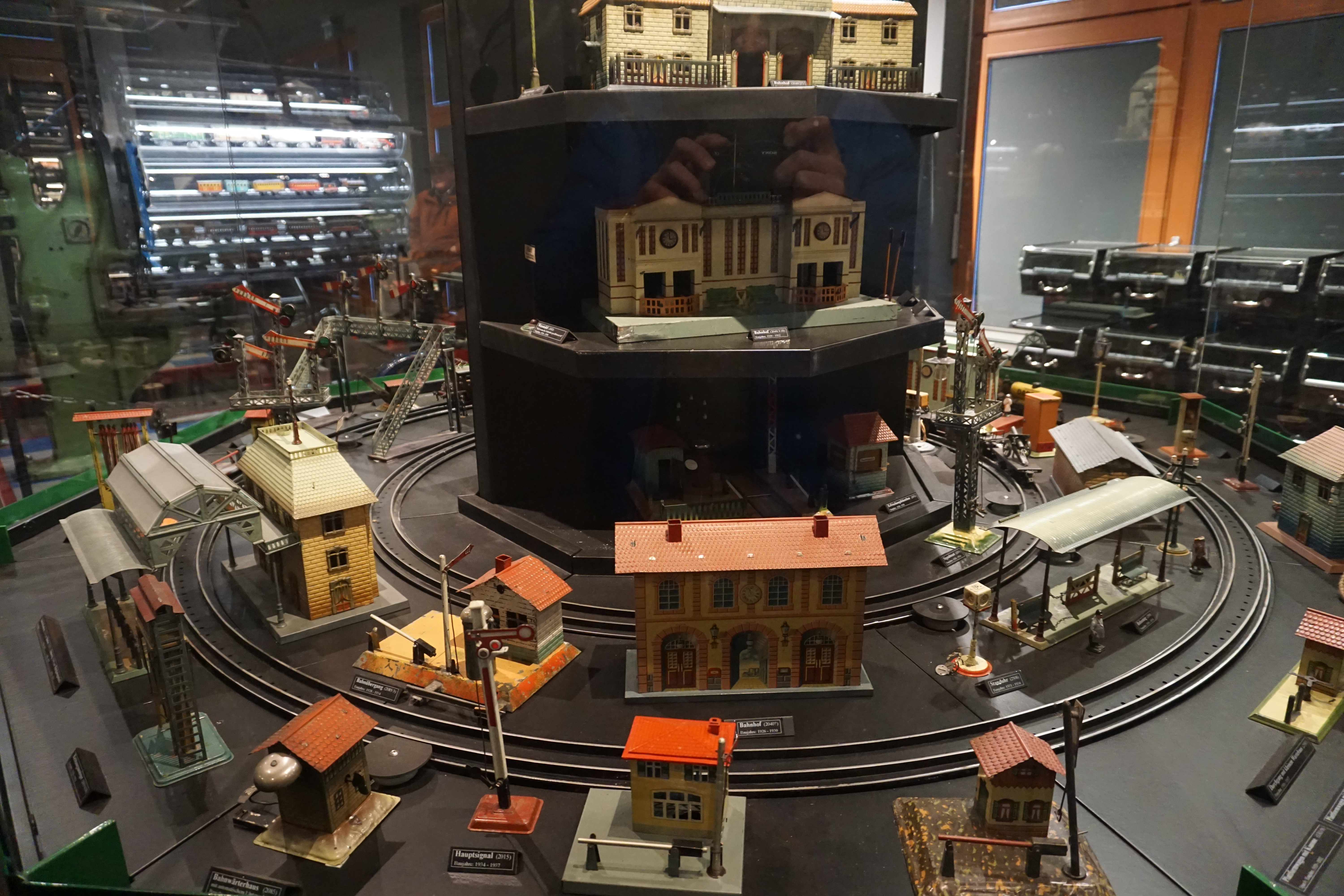
Kraus Fandor Präsentationsvitrine